# Saint-Loup-de-Buffigny
Saint-Loup-de-Buffigny är en kommun i departementet Aube i regionen Grand Est (tidigare regionen Champagne-Ardenne) i nordöstra Frankrike. Kommunen ligger  i kantonen Romilly-sur-Seine 1er Canton som ligger i arrondissementet Nogent-sur-Seine. År 2022 hade Saint-Loup-de-Buffigny 213 invånare.

## Befolkningsutveckling
Antalet invånare i kommunen Saint-Loup-de-Buffigny
Referens: INSEE